# آرون إيكهارت
آرون إدوارد إيكهارت (بالإنجليزية: Aaron Eckhart)‏ (ولد في 12 مارس 1968) هو ممثل أمريكي.
ولد إيكهارت في كوبرتينو بكاليفورنيا وانتقل إلى إنجلترا في سن 13 عاما عندما نقل والده الأسرة. بعد عدة سنوات بدأ حياته المهنية التمثيلية من خلال أداء في المسرحيات المدرسية قبل أن ينتقل إلى أستراليا لسنواته العليا في المدرسة الثانوية. ترك المدرسة الثانوية دون التخرج ولكن حصل على دبلوم من خلال دورة تعليم الكبار وتخرج من جامعة بريغام يونغ في عام 1994 بحصوله على شهادة بكالوريوس الفنون الجميلة في الفيلم. عاش معظم التسعينيات من القرن العشرين في مدينة نيويورك كممثل عاطل عن العمل.
بصفته طالبا جامعيا في جامعة بريغام يونغ فقد التقى إيكهارت بالمخرج والكاتب نيل لابوت الذي اختاره في العديد من مسرحياته الأصلية. بعد خمس سنوات قدم إيكهارت لأول مرة كرجل السيدات ذو اعتلال نفسي في فيلم لابوت ذو طابع كوميديا سوداء في صحبة الرجال (1997). تحت إشراف لابوت عمل في أفلام المخرج أصدقائك وجيرانك (1998) والممرضة بيتي (2000) والحيازة (2002).
اكتسب إيكهارت اعترافا واسعا بموهبته التمثيلية بتأدية دور جورج في فيلم ستيفن سودربرغ صاحب الانتقادات اللاذعة إيرين بروكوفيتش (2000) وفي عام 2006 تلقى ترشيح جائزة الغولدن غلوب لأفضل ممثل لتأدية دور نيك نايلور في شكرا على التدخين. حدث آخر ساد في عام 2008 عندما لعب دور البطولة في فيلم باتمان فارس الظلام بتأدية دور المدعي العام هارفي دنت. من بين الأدوار الرئيسية الأخرى: ذي بليدج (2001) ذي كور (2003) ثقب الأرنب (2010) معركة لوس أنجلوس (2011) سقوط البيت الأبيض (2013) والتتمة سقوط لندن (2016) أنا (فرانكشتاين) وسولي (2016).

## النشأة
ولد إيكهارت في 12 مارس 1968 في كوبرتينو بكاليفورنيا وهو ابن ماري مارثا إيكهارت (سابقا لورانس) كاتبة وفنانة وشاعرة وجيمس كونراد إيكهارت وهو مدير تنفيذي للكمبيوتر. هو أصغر ثلاثة أشقاء. والده من أصل ألماني روسي في حين أن والدته لديها أصول إنجليزية وألمانية وأسكتلندية-أيرلندية وأسكتلندية. نشأ كمورمون في كنيسة يسوع المسيح لقديسي الأيام الأخيرة وخدم مهمة لمدة عامين في فرنسا وسويسرا. انتقلت عائلة إيكهارت إلى إنجلترا في عام 1981 بعد حصول والده على وظيفة في تكنولوجيا المعلومات. انتقلت العائلة حول سري حيث عاشوا في مدن مثل كوبهام وريبلي ووالتون-أون-ثامس. بينما كان يعيش في انكلترا فقد درس إكهارت في مدرسة المجتمع الأمريكي حيث شارك لأول مرة في التمثيل ببطولة من إنتاج المدرسة في شخصية تشارلي براون.
في عام 1985 انتقل إيكهارت إلى أستراليا واستقر في سيدني حيث التحق بالمدرسة الأمريكية الدولية في سيدني لسنواته الثانوية العليا وطور مهاراته التمثيلية في إنتاج مثل في انتظار غودو حيث اعترف بأنه قدم أداء «فظيع». في خريف عامه الأخير ترك إيكهارت المدرسة لأداء وظيفة في مسرح السينما في مجمع وارينجاه التجاري. حصل في نهاية المطاف على دبلومه من خلال دورة تعليم الكبار. سمح أيضا لإيكهارت بالوقت للاستمتاع سنة من بالركمجة في هاواي وفرنسا وكذلك التزحلق على الثلج في جبال الألب. في عام 1988 عاد إيكهارت إلى الولايات المتحدة ودرس تخصص الأفلام في جامعة بريغهام يونغ هاواي ولكن بعد ذلك نقل إلى جامعة بريغام يونغ في بروفو بولاية يوتا. تخرج في عام 1994 مع درجة بكالوريوس الفنون الجميلة. تغيرت حظوظه نحو الأفضل عندما عرض عليه دور جورج في فيلم إيرين بروكوفيتش الذي أعطى مسيرته الفاشلة دفعة كبيرة. ثم غمره العرض السينمائي وقبل أن ينشئ نفسه منذ فترة طويلة كممثل محترم في هوليوود.

## المسيرة المهنية

### البدايات
بينما كان في جامعة بريغهام يونغ ظهر إيكهارت في فيلم المورمون تحت عنوان غودلي سورو وكان دوره لأول مرة احترافي. في هذا الوقت التقى المدير / الكاتب نيل لابوت الذي أشركه في العديد من مسرحياته. بعد تخرجه من بيو انتقل إيكهارت إلى مدينة نيويورك وحصل على وكيل وعين في عدة وظائف في بعض الأحيان بما في ذلك بارتندينغ وقيادة الحافلات وأعمال البناء. كانت أدواره التلفزيونية الأولى في الإعلانات التجارية. في عام 1994 ظهر كمخرج إضافي على مسلسل الدراما التلفزيونية بيفرلي هيلز 90210. شارك بعدها إيكهارت في الفيلم الوثائقي المعاد تمثيله (الأسرار القديمة من الكتاب المقدس: شمشون) والأفلام التلفزيونية والبرامج قصيرة الأجل مثل مخلوقات فضائية في الأسرة.
في عام 1997 قدم لابوت دور البطولة لإيكهارت في الفيلم المقتبس من مسرحية بنفس الاسم في صحبة الرجال. لعب دور أحد عمال الياقات البيضاء المحبطين الذي كان يخطط لجذب انتباه عاملة صماء في المكتب واستدراجها عاطفيا ولكنه يهجرها فجأة. هذا الفيلم هو أول فيلم يشارك فيه ويعرض في صالات السينما وتلقى انتقاد جيد حيث ذكر ديسون هاو من صحيفة واشنطن بوست عن أن إيكهارت هو «صاحب الحضور الأكثر خبثا في الفيلم» وأنه «في قيادة تقشعر لها الأبدان كنوع من الأمير الشيطاني مرتديا قميصا». حقق في صحبة الرجال نجاحا حاسما وحصل على جائزة أفضل فيلم في الدورة السنوية الثالثة والستين لنقاد السينما في نيويورك. أدائه حقق له جائزة الروح المستقلة في فئة أفضل أداء لأول مرة. تم تصنيف الفيلم كأحد «أفلام 25 الأكثر خطورة» من قبل مجلة بريمير.
في العام التالي لعب إيكهارت دور البطولة في فيلم آخر للوبوت أصدقائك وجيرانك (1998) حيث أدى دور باري الزوج المحبط جنسيا في الزواج المختل وظيفيا. كان مطلوب من دور إيكهارت أن يزيد وزنه. في عام 1999 لعب دور البطولة أمام إليزابيث شو في الفيلم الكوميدي الرومانسي الدرامي مولي حيث لعب دور شقيق امرأة مصاب بالتوحد الذي تم علاجه عن طريق الجراحة. كما لعب إيكهارت دور البطولة في ذلك العام كمدرب كرة قدم المنسق الهجومي في فيلم أوليفر ستون في أي يوم الأحد.

### النجاح
اكتسب إيكهارت الشهرة الواسعة في عام 2000 بتأدية دور جورج وهو راكب الدراجة النارية ذيل الحصان في فيلم ستيفن سودربرغ إرين بروكوفيتش. حصل الفيلم على انتقادات معقولة وحقق نجاحا في شباك التذاكر وحصل على 256 مليون دولار أمريكي في جميع أنحاء العالم. لقى أداءه استقبالا حسنا من قبل النقاد حيث كتب أوتين غليبرمان في مجلة إنترتينمنت ويكلي أن إيكهارت "قد يلعب قليلا الرجل المثالي [...] لكنه قد يجعل الخير صريحا كما فعل في الشرير يوبي في "في صحبة الرجال". في مقابلة في أغسطس 2004 قال إكهارت أنه لم يعمل منذ ما يقرب من عام قبل أن يعمل في هذا الفيلم. "شعرت بأنني كنت أحاول أن أهرب من ما كنت أريد أن أفعله كممثل... [...] كان لدي تسعة أشهر ولكن لم أكن في عطلة بالتأكيد ولم أكن قد كسبت أي أموال لتسعة أشهر ولكني كنت في كل يوم أقرأ النصوص وكنت أصنع موادي الخاصة وكنت ألقي اجتماعات وكنت أعمل على مهنتي".

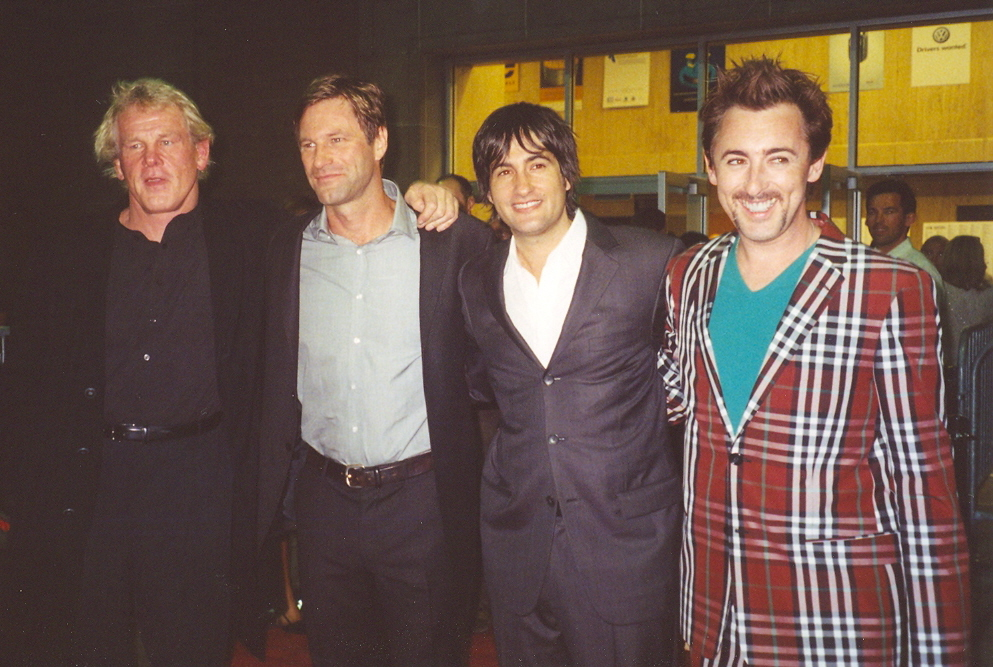
نيك نولتي وإيكهارت وجوشوا مايكل ستيرن وآلان كومينغ يروجون للفيلم لم يكن في مهرجان تورونتو السينمائي الدولي لعام 2005.

بعد عرض إرين بروكوفيتش شارك إيكهارت مع رينيه زيلويغر في فيلم لابوت الممرضة بيتي (2000). ظهر لاحقا في فيلم شون بن ذي بليدج (2001) الذي لعب فيه دور محقق شاب في شراكة مع المحقق المخضرم الذي لعب دوره جاك نيكلسون. تلقى الفيلم انتقادات إيجابية بشكل عام لكنه لم يكن جيدا في شباك التذاكر. في العام التالي تعاون مع لابوت في فيلم التكيف المقتبس من الرواية الحائزة على جائزة بوكر الأدبية (2002). في عام 2003 شارك إيكهارت مع هيلاري سوانك في فيلم النواة وتدور قصته عن عالم جيوفيزيائي يحاول تفجير جهاز نووي لإنقاذ العالم من الدمار. الفيلم كان فاشلا نقديا وماليا. أيضا في عام 2003 ظهر في الاختفاء الذي لعب فيه دور حبيب كيت بلانشيت وفي فيلم الراتب في مواجهة بن أفليك استنادا إلى قصة قصيرة كتبها كاتب الخيال العلمي فيليب ك. ديك وحصل على نقد سلبي عموما. الناقد السينمائي روجر إيبرت من شيكاغو سن-تايمز أعطى الفيلم نجمتين (من أصل أربعة) قائلا أنه «استمتع بالفيلم» لكنه شعر أنه «يستغل [قصة ديك] للعمل والمؤامرة المحتملة ولكن لم يتطور حقا ذلك».
في العام التالي وبعيدا عن الأفلام لعب إيكهارت دور البطولة في حلقتين من المسلسل الهزلي الكوميدي فرايجر على هيئة الإذاعة الوطنية حيث لعب دور صديق تشارلوت حب الدكتور فرايجر كرين. كان دوره المقبل في فيلم إ. إيلياس مرهيج المشتبه فيه صفر وهو فيلم عن عميل مكتب التحقيقات الفدرالي الذي يتتبع القاتل المتسلسل. بعد عرض الفيلم تلقى نقد سلبي على نطاق واسع. على الرغم من النقد إلا أن أداء إيكهارت كان المفضل من قبل النقاد حيث كتبت نيوزداي أن إيكهارت كان «رجل رائد وسيم كلاسيكي... ولكن ميرهيج يطالبه بالتعقيد والكرب». كان المشتبه فيه صفر خيبة أمل في شباك التذاكر حيث حقق 11 مليون دولار في جميع أنحاء العالم. أيضا في عام 2004 تألق إيكهارت على مسرح لندن مقابل جوليا ستايلز في العمل المسرحي أوليفانا من إخراج ديفيد ماميت والذي عرض على مسرح غاريك. استمرت الدراما حتى منتصف عام 2004. لهذا الأداء حصل إيكهارت على نقد إيجابي. في عام 2005 عاد إلى السينما حيث ظهر إكهارت في لم يكن في دور الطبيب الذي يأخذ وظيفة في مستشفى للأمراض العقلية متهدم الذس عالج سابقا والده (نيك نولتي). لم يعرض الفيلم في قاعات السينما بل تم إصداره مباشرة في دي في دي في عام 2007.

### الاعتراف بموهبته عالميا
كان مشروع إيكهارت التالي هو شكرا لك على التدخين الذي لعب فيه دور نيك نايلور وهو أحد جماعات الضغط في مجال التبغ الذي بحث في العلاقة بين تدخين السجائر وسرطان الرئة. قال إيكهارت أنه يشعر بالتحدي في لعب الدور: «عليك أن تقول هذه الكلمات التي هي مجنون ومع ذلك تفعل ذلك مع ابتسامة على وجهك ويكون الجمهور مثلك. في وقت ما وأنا أفعل برنامج حواري مع الطفل الذي يموت بسبب السرطان وأنه يمر برحلة العلاج الكيميائي وكل شيء فأنا أبحث عن ذلك الناس لمكافحة التدخين هم الأشرار وأنا الرجل الجيد وأنا أفضل صديق هذا الرجل يعني». تم عرض الفيلم في عرض خاص في مهرجان تورونتو السينمائي الدولي الثلاثين في عام 2005. كان عرضه محدود في مارس 2006 وعرض في جميع أنحاء العالم في الشهر التالي. عن أدائه تلقى إيكهارت ترشيح لجائزة غولدن غلوب لأفضل ممثل - فيلم موسيقي أو كوميدي. كتب مساهم في يو إس إيه توداي أنه أعطى «أداء متميزا وذكيا» مشيرا إلى أن نيك نيلور احتفظ به «حتى في سخرته». في استعراض سياتل بوست-إنتليجنسر للفيلم كتب: «في ظل ابتسامته البطيئة ولكن بلا رحمة» إيكهارت يشع سحر و«أفراح نايلور الحقيقية: التلاعب بالحجج وتوجيه النقاش والكلمات المطبوخة».
في نفس العام لعب دور البطولة مع هيلينا بونهام كارتر في محادثات مع نساء أخريات (2006). أثناء الترويج لهذا الفيلم كشف إيكهارت أنه لا يرغب في أن يكرر نفسه قائلا أنه لا يريد أن يلعب دور شرير مجددا. ظهر في فيلم 2006 نوار داليا السوداء المبني على قصة حقيقية حدثت في 1947 حيث أدى دور الرقيب ليلاند «لي» بلانشارد الذي يبحث ويحقق في مقتل إليزابيث شورت التي سميت فيما بعد ب«الداليا السوداء». عرض الفيلم لأول مرة في مهرجان البندقية السينمائي الدولي 63. حظي بنقد مختلط ولكن العديد من النقاد كانوا يتمتعون بأداء إيكهارت. أشادت مجلة تايم أوت بإيكهارت وشاركته النجمة هيلاري سوانك في أدائها وكتبت: «... كلاهما [كبير] في أدوارهما الثانوية».

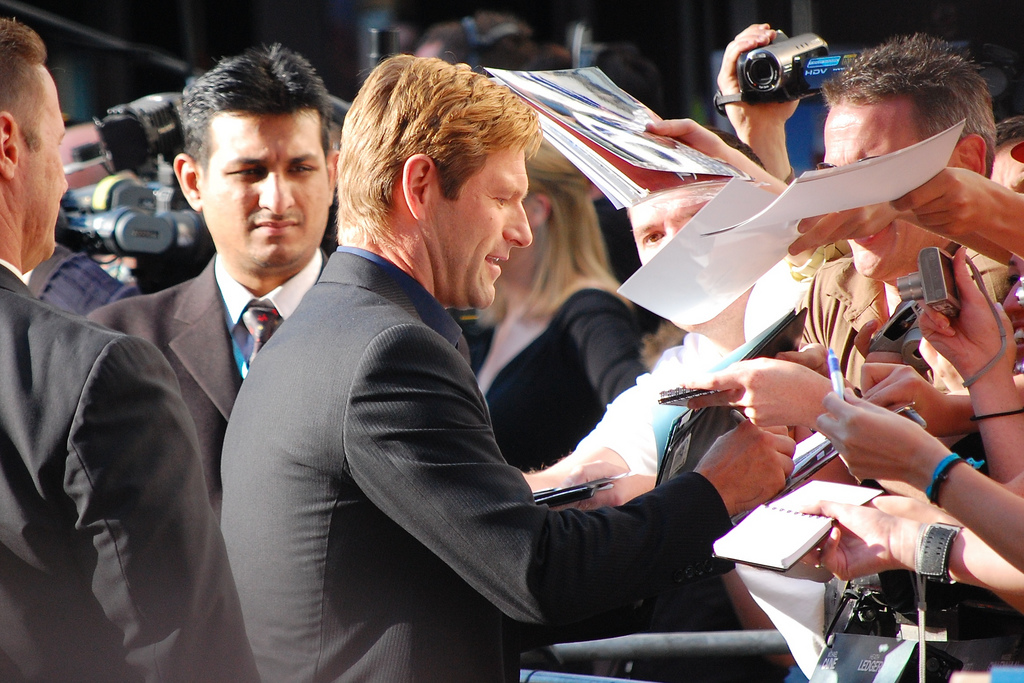
إيكهارت يوقع للجماهير خلال الترويج للفارس الظلام في عام 2008.

يعتبر دوليا رمز جنسي وادرجته مجلة بيبول في قائمة أكثر مائة شخص الأكثر شعبية في عام 2006. في العام التالي تمت دعوة إيكهارت للانضمام إلى أكاديمية فنون وعلوم الصور المتحركة. لعب دور البطولة في أي تحفظات (2007) وهو طبعة جديدة من الفيلم الكوميدي الرومانسي لعام 2001 غالبا مارثا. لعب دور البطولة أمام كاثرين زيتا جونز كطاهي شهير قادم. حصل الفيلم على نقد مختلط وكان غير ملائم مقارنة بالفيلم الأصلي. لعب إيكهارت دور البطولة في الفيلم الكوميدي مقابلة بيل عام 2008 والذي لعب فيه شخصية مسماة وهو مسؤول تنفيذي حزين يعمل في بنك والد زوجته. اكتسب 15 كيلوغرام واشترى بدلة دهنية لهذا الدور.

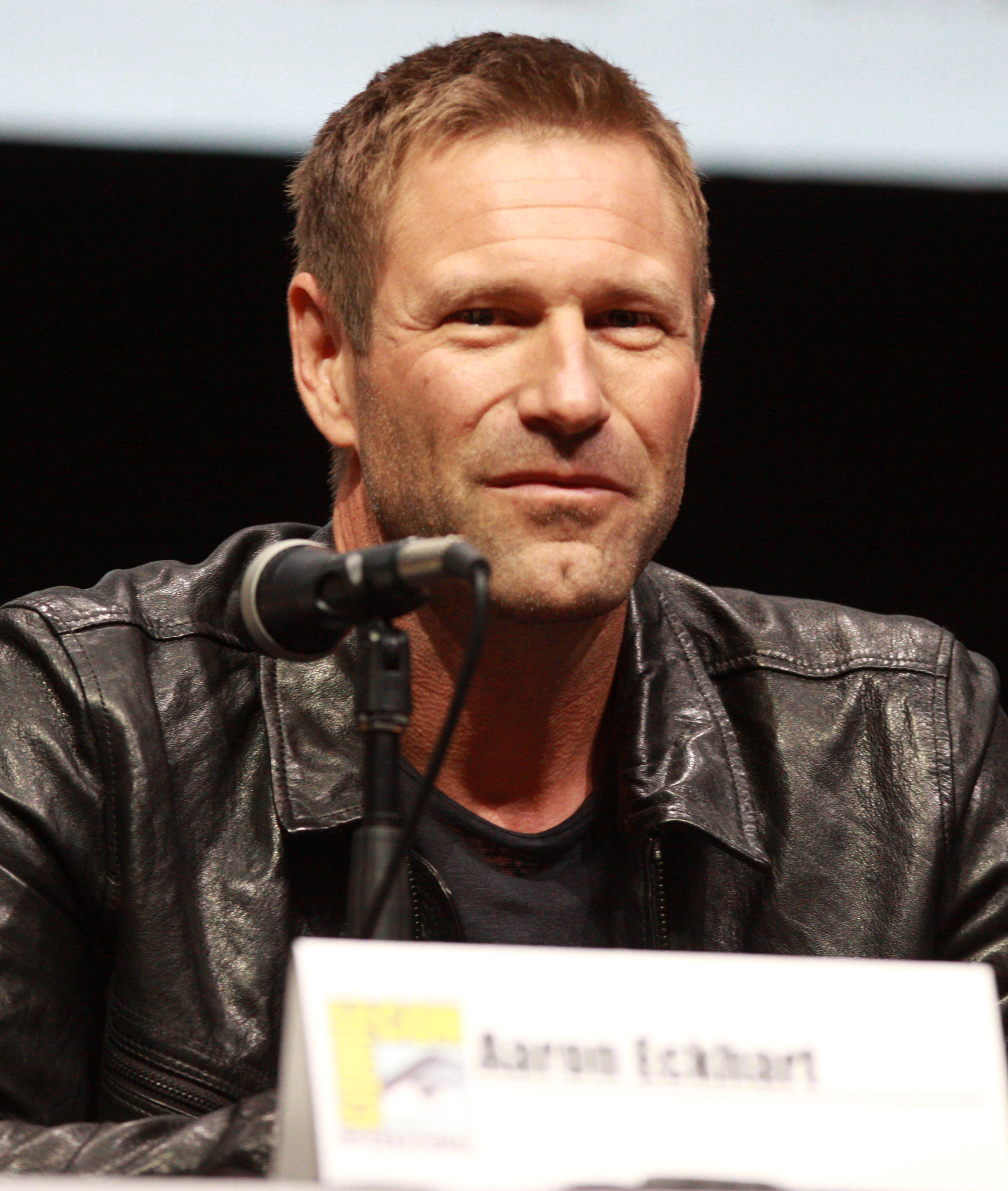
إكهارت في سان دييغو كومك كون إنترناشونال في يوليو 2013.

أيضا في عام 2008 صور إيكهارت شخصية الكتاب الهزلي هارفي دنت في فيلم كريستوفر نولان فارس الظلام وهو تتمة لفيلم بداية باتمان عام 2005. كان قرار نولان لإسناد الدور لإيكهارت بسبب تفوقه في تأدية شخصيات فاسدة في الأفلام في صحبة الرجال والداليا السوداء وشكرا لكم على التدخين. أشار في تقمصه للشخصية «أنه حقيقي لنفسه. هو مقاتل للجريمة وأنه لا يقتل الناس الطيبين وأنه ليس رجل سيئ بشكل بحت» في حين اعترف «أنا مهتم بالشخصيات الطيبة التي تتحول إلى الشر». حقق فارس الظلام نجاحا ماليا ونقديا كبيرا ووضع في سجل افتتاح شباك التذاكر في نهاية الأسبوع الجديد لأمريكا الشمالية. مع عائدات قدرها مليار دولار في جميع أنحاء العالم أصبح رابع أعلى فيلم إحصائي في كل العصور وأعلى فيلم من ناحية الإيرادات قام بالتمثيل فيه إيكهارت. رأى روجيه إبيرت أن إيكهارت قام بعمل «جيد بشكل خاص» بصفته الشخصية في السمة في حين أن مجلة بريمير ذكرت أنها استمتعت أيضا بأدائه مشيرة إلى أنه «يجعلك تؤمن بطموحه المنكوب... بالتحول إلى ذو الوجهين المتآمر».
بعد نجاح فارس الظلام ظهر إيكهارت في فيلم ألان بول منشفة الرأس (2008) وهو مقتبس من رواية أليسيا إريان التي تحمل نفس الاسم حيث قام الضابط الاحتياطي في الجيش الأمريكي الذي شارك في حرب الخليج الثانية الذي يسيء جنسيا إلى جارته الأمريكية من أصول عربية التي تبلغ من العمر 13 سنة. تم عرض الفيلم تحت اسم لا يوجد شيء خاص في مهرجان تورونتو السينمائي الدولي لعام 2007. عندما اقترب موعد عرضه كشف إيكهارت أنه لا يريد أن يلعب دور «المعتدي الجنسي على الأطفال». عندما سئل عن مشاهد الجنس قال إيكهارت: «كانت تلك الأوقات صعبة... الطريقة التي فعلت ذلك هو أن تثق حقا في آلان وكان ذلك في كلمات وأنا حقا أثق في سمر بيشيل وحاولت الحصول عليها بثقتها بي لبناء علاقة عندما كنا نفعل المشاهد المادية. نحن حقا تدربنا على حركتنا وكنت أقول لها بأنني سأضع يدي هنا وأنا سأفعل ذلك. أعتقد أني وجدت أنه أكثر صعوبة». كان منشفة الرأس فاشلا نقدا وماليا.
ثم شارك في البطولة مع جينيفر أنيستون في الدراما الرومانسية الحب يحدث الذي عرض في سبتمبر 2009 وأدى دور متحدث تحفيزي يتوافق مع حزنه. تلقى الفيلم انتقادات متضاربة حيث كتب مساهم في أورلاندو سنتينل أن إيكهارت لعب دور «المكسور» طوال الفيلم. في العام التالي لعب دور البطولة جنبا إلى جنب مع نيكول كيدمان في حفرة الأرنب (2010) المقتبس عن رواية تحمل نفس الاسم لديفيد ليندساي-أبير عام 2005. عرض هذا الفيلم في مهرجان تورونتو السينمائي الدولي لعام 2010. في عام 2011 لعب إيكهارت دور البطولة في فيلم الخيال العلمي لجوناثان ليبسمان معركة لوس أنجلوس الذي صور فيه رقيب من فصيلة القتال المخضرم. تم تصوير الفيلم في لوس انجليس في الوقت المعاصر خلال غزو أجنبي عالمي حيث ينضم فصيل من مشاة البحرية الأمريكية إلى رقيب العمليات الخاصة في القوات الجوية وبعض جنود المشاة في الجيش في العمليات القتالية ضد العدو الغريب. ظهر جنبا إلى جنب مع جوني ديب وريتشارد جينكينز وآمبر هيرد في رواية هانتر طومسون يوميات روم من إخراج بروس روبنسون. في الفيلم لعب إيكهارت دور ساندرسون مالك الأراضي الثري الذي يعتقد أن كل شيء له ثمن ويدخل بول كيمب (ديب) إلى مستوى مختلف من المعيشة. ظهر مؤخرا كرئيس الولايات المتحدة الذي تم احتجازه كرهينة في فيلم الإثارة سقوط البيت الأبيض.

## الحياة الشخصية
التقى إيكهارت الممثلة إميلي كلاين خلال تصوير في صحبة الرجال وأصبحا متقاربين لكنهما انفصلا في عام 1998. كان دائما مترددا في التحدث عن علاقاته في المقابلات. إيكهارت تواعد مع كاتبة الأغاني وعضوة شديسي كريستيان أوسبورن من 2006 إلى 2007. ظهر في فيديو المجموعة لأغنيتهم «أنا أخذ عجلة».
تحدث إيكهارت كثيرا عن معتقداته وطريقته في الحياة وطموحاته المهنية المستقبلية. في مقابلات أخرى قال إن التنويم المغناطيسي ساعده على الإقلاع عن الشرب والتدخين والحفلات وأنه يقوم بالتصوير الفوتوغرافي في وقت فراغه. في مقابلة مع مجلة بريد كشف إيكهارت أنه قبل أن يكتشف موهبته في التمثيل أراد أن يصبح كاتبا.

## قائمة بأفلامه
| السنة | الفيلم                                               | الدور               | ملاحظات أو جوائز |
| ----- | ---------------------------------------------------- | ------------------- | --- |
| 1992  | Double Jeopardy (تليفزيون)                           | دواين               | |
| 1996  | Aliens in the Family                                 |                     | |
| 1997  | في صحبة الرجال                                       | تشاد                | فاز ب - جائزة الإنديبيندينت سبيريت (Independent Spirit Award) لأفضل وجه جديد فاز ب - جائزة الساتلايت (Satellite Awards) لأفضل موهبة                       |
| 1997  | Slaughter of the Innocents                           | كين رينولدز         | |
| 1998  | Your Friends & Neighbors                             | باري                | |
| 1998  | Thursday                                             | نيك                 | |
| 1999  | Molly                                                | بك ماكيي            | |
| 1999  | Any Given Sunday]                                    | نيك كروزير          | |
| 2000  | Erin Brockovich                                      | جورج                | |
| 2000  | Nurse Betty                                          | ديل سيزمور          | |
| 2000  | Tumble                                               | "Man"               | |
| 2001  | The Pledge                                           | ستان كرولاك         | |
| 2002  | Possession                                           | رونالد ميتشيل       | |
| 2003  | The Core                                             | د. جوش كييز         | |
| 2003  | The Missing                                          | براك بالدواين       | |
| 2003  | Paycheck                                             | جيمس ريثريك         | |
| 2004  | Suspect Zero                                         | توماس ماكيلواي      | |
| 2004  | Vapor                                                | ناثانيال باورز      | |
| 2005  | Neverwas                                             | زاك ريلاي           | |
| 2006  | Conversations With Other Women                       | the Man             | |
| 2006  | Thank You for Smoking                                | نيك نايلور          | ترشح - لجائزة الغولدن غلوب لأفضل ممثل سينمائي - موسيقي أو كوميدي ترشح - لجائزة الروح المستقلة (Independent Spirit Awards)عن أفضل دور سينمائي رئيسي - رجال |
| 2006  | The Wicker Man                                       | Truck Stop Patron   | |
| 2006  | The Black Dahlia                                     | الرقيب/ لي بلانكارد | |
| 2007  | No Reservations                                      | نيك بالمر           | |
| 2007  | Towelhead                                            | السيد فوزو          | |
| 2007  | Operation Homecoming: Writing the Wartime Experience | (صوت)               | |
| 2008  | Meet Bill                                            | بيل                 | |
| 2008  | The Dark Knight                                      | ذا الوجهين          | |
| 2008  | Traveling                                            | بيرك راين           | قيد الإنتاج |